# Martin Jackson
Martin Jackson es un baterista británico que destacó en la escena musical new wave, en los años 1970 y 1980, destacando más con Magazine en 1978, con el álbum Real Life y la canción "Shot By Both Sides", y Swing Out Sister a mediados de la década de 1980, con el éxito "Breakout".

## Biografía
Nació en Mánchester, Inglaterra, el 30 de agosto de 1955. Sus más remotas bandas fueron formadas junto al cantante Chris Sievey, The Bees Knees y The Freshies, a mediados de la década de 1970. 
En 1977 atendió a un anuncio hecho por Howard Devoto que solicitaba músicos para una banda, complementando la formación de ésta, llamada Magazine, junto a Barry Adamson y Bob Dickinson. A finales de julio de 1978, después de la salida de los sencillos Shot By Both Sides y Touch And Go, y del álbum Real Life, y una gira por el Reino Unido, Jackson se va del grupo.
En 1982 ingresa a The Chameleons como reemplazo de John Lever hasta 1983. Luego forma parte de Broken Glass, donde comienza a trabajar con Andy Connell de A Certain Ratio, y en 1985 forma con Connell y una cantante llamada Corinne Drewery la agrupación de jazz, R&B y sophisti-pop Swing Out Sister, en la cual dura unos 3 años, y se marcha durante la grabación del tercer álbum. Se desconoce lo que hace actualmente.